# Music Easel
Le Music Easel est un synthétiseur analogique modulaire produit par le constructeur américain Buchla à partir de 1972. Pour son 40e anniversaire en 2013, Buchla annonce produire à nouveau cet instrument.

## Caractéristiques
Le Music Easel dispose d'un séquenceur et accepte différents modules dont la combinaison détermine les possibilités offertes par l'instrument.
Pour faciliter le transport, il est équipé d'une batterie qui peut suffire à l'alimenter pendant environ trois heures.
Il offre un petit clavier de 29 touches plates, ce qui le distingue des premiers produits de Buchla qui n'offraient que des boutons. Il ne s'agit pas, néanmoins, d'un clavier de piano.